# Dysdera bottazziae
Dysdera bottazziae är en spindelart som beskrevs av Lodovico di Caporiacco 1951. Dysdera bottazziae ingår i släktet Dysdera och familjen ringögonspindlar. Inga underarter finns listade i Catalogue of Life.